# Чусова (присілок)
Чусова́ (рос. Чусовая) — присілок у складі Катайського району Курганської області, Росія. Входить до складу Верхньопісківської сільської ради.
Населення — 115 осіб (2010, 161 у 2002).
Національний склад станом на 2002 рік: росіяни — 84 %.